# Neolissochilus theinemanni
Neolissochilus thienemanni là một loài cá vây tia thuộc họ Cyprinidae. Loài này chỉ có ở Indonesia.